# Mülibach (Biberenbach)
Der Mülibach ist ein rund sieben Kilometer langer rechter Nebenfluss des Biberenbachs im Bucheggberg-Hügelland in den Schweizer Kantonen Solothurn und Bern.

## Geographie
Der Mülibach entspringt in zwei Quellen auf rund 600 Metern über dem Meeresspiegel in der Gemeinde Buchegg im Solothurner Teil des Bucheggberges. Nach etwa einem Kilometer vereinigen sich die beiden Wasserläufe im Dorfkern von Mühledorf. Danach fliesst der Mülibach in nordöstlicher Richtung durch das Mülital bis nach Küttigkofen. Kurz nach Küttigkofen, im Bereich Bismarck, verlässt der Mülibach den Kanton Solothurn und fliesst für den letzten Kilometer durch den Kanton Bern. Er mündet an der Kantonsgrenze bei Lohn-Ammannsegg auf 460 Metern über dem Meeresspiegel in den Biberenbach.

## Hydrologie
Das mittlere Gefälle des Mülibachs beträgt 2,3 %. Er ist durch ein pluviales Abflussregime geprägt.